# Тельо
Тельо (на италиански: Teglio), на местния диалект Теи, е град и община в Северна Италия.

## География
Град Тельо е разположен на река Ада в провинция Сондрио на регион Ломбардия. Има население от 4801 жители към 1 януари 2009 г.

## История
При археологически разкопки са открити останки от селище от III век пр.н.е.
Тельо получава статут на град (città) през 1999 г.

## Икономика
Основен отрасъл в икономиката на Тельо е селското стопанство, като лозарството е със стари традиции.

## Архитектура
Старите сгради на града са построени в романски, готически и бароков архитектурен стил.

### Забележителности
- Дворецът „Беста“
- Църквата „Св. Еуфемия“

## Личности
Родени
- Джовани Корви (1898 – 1944), италиански антифашист

## Фотогалерия
- Дворецът „Беста“
- Изглед от Тельо с част от лозарския район